# Chavigny (Meurthe-et-Moselle)
Chavigny is een gemeente in het Franse departement Meurthe-et-Moselle in de regio Grand Est. De plaats maakt deel uit van het arrondissement Nancy. Chavigny telde op 1 januari 2022 1.686 inwoners.

## Geografie
De oppervlakte van Chavigny bedroeg op 1 januari 2022 6,69 vierkante kilometer; de bevolkingsdichtheid was toen 252 inwoners per km².

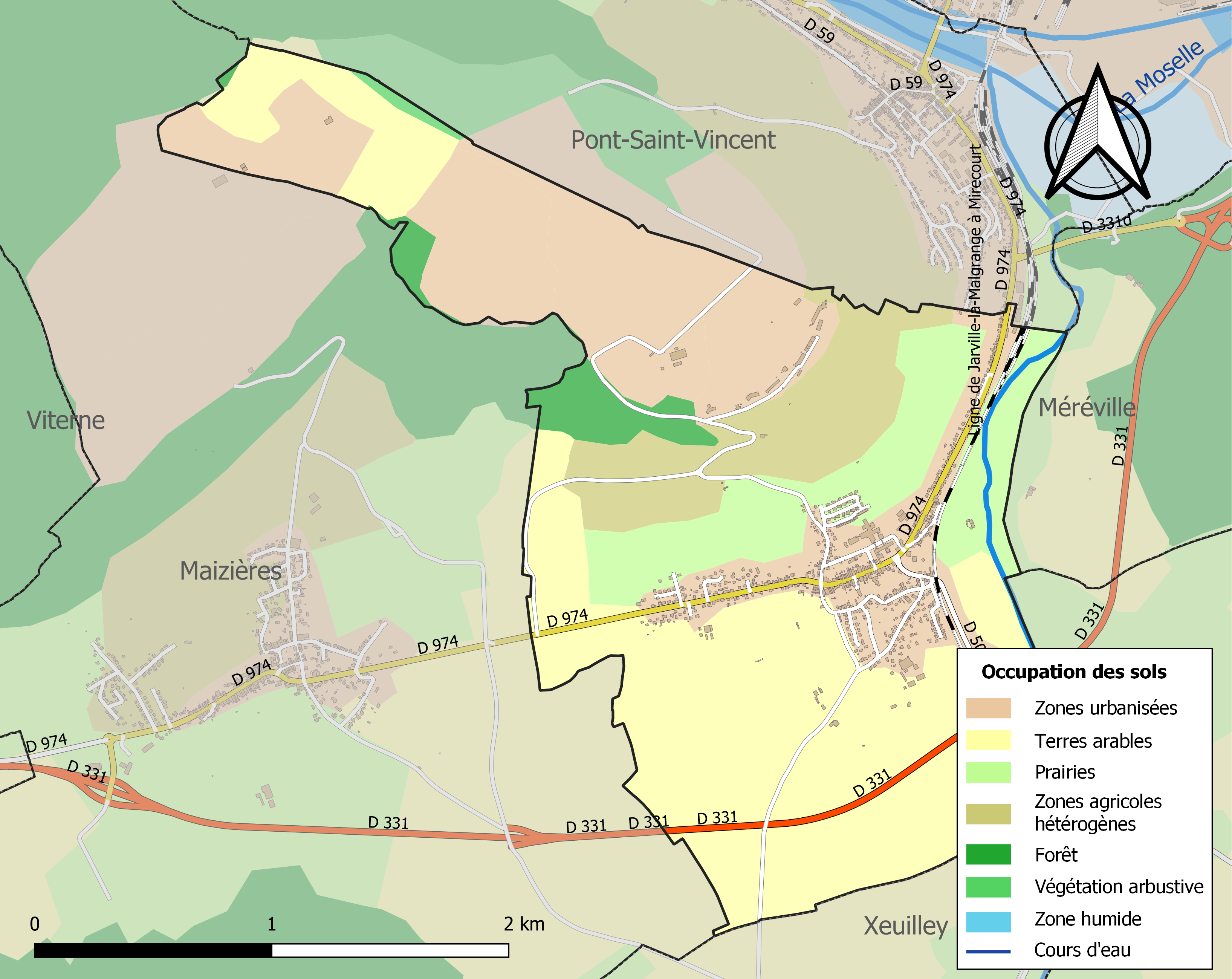
Kaart van de gemeente met de belangrijkste infrastructuur, bodemgebruik en omliggende gemeenten

## Demografie
Onderstaande figuur toont het verloop van het inwonertal (bron: INSEE-tellingen).